# Monterrey Challenger 1993
Il Monterrey Challenger 1993 è stato un torneo di tennis facente parte della categoria ATP Challenger Series nell'ambito dell'ATP Challenger Series 1993. Il torneo si è giocato a Monterrey in Messico dal 4 al 10 ottobre 1993 su campi in cemento.

## Vincitori

### Singolare
Lars Jonsson ha battuto in finale  Lan Bale con il punteggio di 6–2, 6–3

### Doppio
Lan Bale /  Kevin Ullyett hanno battuto in finale  Jean-Philippe Fleurian /  Roger Smith con il punteggio di 4–6, 6–2, 6–3